# La Dérision du Christ (Cranach)
Pour les articles homonymes, voir La Dérision du Christ.
La Dérision du Christ est un tableau réalisé par le peintre allemand Lucas Cranach l'Ancien vers 1540. Cette huile sur bois est une peinture chrétienne qui représente deux épisodes de la Passion du Christ décrits dans le Nouveau Testament, au premier plan le couronnement d'épines et à l'arrière la flagellation de Jésus. L'œuvre est conservée au palais des Beaux-Arts de Lille, à Lille, en France.